# Kăsjin
Kăsjin (bulgariska: Къшин) är ett distrikt i Bulgarien.   Det ligger i kommunen Obsjtina Pleven och regionen Pleven, i den centrala delen av landet, 130 km nordost om huvudstaden Sofia.